# جيني والاس
جيني والاس (20 ديسمبر 1980 - ) (بالإنجليزية: Jenny Wallace)‏ هي لاعبة كريكت أسترالية.

## وصلات خارجية
- جيني والاس على موقع إي آس بي آن كريك إنفو (الإنجليزية)